# Viktor Östlund
Viktor Östlund (Märsta, 19 de enero de 1992) es un exjugador de balonmano sueco que jugaba de lateral izquierdo. Su último equipo fue el HK Malmö. Fue un componente de la selección de balonmano de Suecia.
Con la selección ganó la medalla de plata en el Campeonato Europeo de Balonmano Masculino de 2018.

## Palmarés

### Team Tvis Holstebro
- Copa de Dinamarca de balonmano (1): 2018

## Clubes
- Eskilstuna Guif ( -2016)
- Team Tvis Holstebro (2016-2019)
- HK Malmö (2019-2021)